# Каминская-Дульская, Елизавета Ивановна
Елизавета Ивановна Каминская-Дульская (1899—1995) — советский учёный, кандидат геолого-минералогических наук, профессор.
Была крупным специалистом в области изучения геологии железорудных месторождений Урала, в вопросах минералогии и петрографии. Внесла большой вклад в геологическое изучение железорудной базы Магнитогорского металлургического комбината (ММК).

## Биография
Родилась 16 апреля (29 апреля по новому стилю) 1899 года в городе Томске.

### Образование
В 1927 году окончила горный факультет Сибирского технологического института (ныне Томский политехнический университет) по геолого-разведочной специальности. В 1947 году в Московском государственном университете защитила кандидатскую диссертацию на тему «Процессы минералообразования в контактово-метаморфизованной зоне горы Магнитной». В 1963 году была утверждена в ученом звании профессора по кафедре геологии и минералогии. Существенное влияние на её становление как учёного оказали академики А. Н. Заварицкий, Д. С. Коржинский.
Е. И. Каминская-Дульска стала первой из женщин Магнитогорска, защитившей кандидатскую диссертацию; она же была первой женщиной, получившей ученое звание профессора.

### Деятельность
Ро окончании вуза занималась разведкой железных руд на Урале и в Сибири. В 1934 году по приглашению горного управления Магнитогорского металлургического комбината вместе с мужем — геологом Дульским Фаддем Фаддеевичем (1900—1965) приехала в Магнитогорск, где работала петрографом, старшим геологом и главным геологом цеха детальной разведки. В 1937 году была участницей XVII Международного геологического конгресса в Москве.
В 1938 году Каминская-Дульская участвовала в организации геологического музея при горном управлении ММК, где были представлены все разновидности руд и минералов горы Магнитной. Его посещали представительные делегации, в том числе из-за рубежа. Во время Великой Отечественной войны, в 1942 году, она была назначена техническим руководителем, затем старшим и позже главным геологом цеха. Елизавета Ивановна руководила разведкой месторождений гор Магнитной и Малый Куйбас. В результате геологических исследований были выявлены ранее неизвестные закономерности в геологическом строении этих месторождений, ею впервые были выявлены
особенности минерального состава и структуры агломератов, влияющие на металлургические свойства выпускаемой продукции ММК. Результаты исследований легли в основу её диссертационной работы.
Елизавета Ивановна Каминская-Дульская вместе с мужем были приглашены в Магнитогорский горно-металлургический институт (МГМИ, ныне Магнитогорский государственный технический университет) преподавать геологию и минералогию. С 1954 по 1970 годы она работала доцентом, затем профессором на кафедре геологии. При её участии в
МГМИ были созданы лаборатории петрографии и минералогии, учебные кабинеты минералогии и геологии месторождений полезных ископаемых. Среди её учеников были доктор технических наук, профессор Г. Б. Ферштатер и несколько кандидатов технических наук. Была автором ряда научных работ, в том числе двух монографий: «Генетическая связь руд с магматическими и метаморфическими породами на железорудном месторождении горы Малый Куйбас» и «Железорудные месторождения Магнитогорского района».
В 1970 году Елизавета Ивановна вышла на пенсию. Умерла 28 февраля 1995 года в Риге.
Была награждена орденами Трудового Красного Знамени и «Знак Почета», а также медалями.